# محطة قطار بيت شان
محطة قطار بيت شان (بالعبرية: תחנת הרכבת בית שאן) هي محطة قطار تابعة لخطوط السكك الحديدية الإسرائيلية تخدم مدينة بيت شان ومنطقتها. افتتحت المحطة في عيد العرش 2016. تعتبر محطة بيت شان المحطة النهائية على خط سكة حديد المرج (بيت شان – عتليت)، وقد بُنيت تمامًا بجانب محطة قطار بيسان التارخية التي كانت جزءًا من خط سكة حديد مرج ابن عامر أحد فروع سكة حديد الحجاز. تقع المحطة على ارتفاع 120 مترًا تحت مستوى سطح البحر، وبالتالي هي أخفض محطة قطار في العالم.

## تاريخ
تأسست محطة بيسان التاريخية في عام 1904 كجزء من سكة حديد مرج ابن عامر التي تربط حيفا بخط سكة حديد الحجاز على يد العثمانيين بمساعدة ألمانيا. عملت المحطة حتى انفجار جسور الأردن في 14 أيار 1948 مما أدى إلى توقف عمل سكة حديد مرج ابن عامر. منذ ذلك الحين أُهملت المحطة. في عام 2014 بدأت أعمال ترميم المحطة.

## تصميم
تقع محطة قطار بيت شان على بعد 300 متر غرب محطة قطار بيسان التاريخية. يوجد للمحطة رصيفين جانبين بطول 300 متر لكل منهما. يسمح ممر تحت الأرض للمشاة وراكبي الدراجات الهوائية بالمرور بين الرصيفين كما يربط المحطة التاريخية بالمحطة الجديدة. صُممت المحطة على يد مكتب ليفيتان شوماني للهندسة المعمارية وقامت ببنائها شركة نتيفي يسرائيل. بلغت تكلفة البناء حوالي 93 مليون شيكل. بالقرب من المحطة بُني موقف سيارات يستوعب لحوالي 350 مركبة، كما طُورت المنطقة وأُضيف مسار دراجات هوائية يربط بين المحطة التاريخية والمحطة الجديدة كما أُنشئ دوار جديد على الطريق 71.
أظهر تقرير لعام 2017 نشرته شركة قطار إسرائيل أن محطة بيت شان هي الثانية من حيث عدد المسافرين من بين محطات سكة حديد المرج الأربع (بعدد 221,636 راكبًا مقابل 346,536 راكبًا في محطة العفولة).

## الوصول

### بالحافلات
بجانب مدخل محطة القطار هناك محطة حافلات تمر منها الحافلات التالية:
| رقم الخط | المسار | ملاحظات جانبية |
| -------- | --- | -------------- |
| 1        | محطة قطار بيت شان – مركز المدينة – كريات رابين – محطة حافلات بيت شان المركزية                                           | ♿             |
| 2        | محطة قطار بيت شان – مركز تسوق "تسيم سنتر" – شبرينتساك – مركز المدينة – نوف غلعاد – محطة حافلات بيت شان المركزية         | ♿             |
| 16       | محطة قطار بيت شان – مركز المدينة – محطة حافلات بيت شان المركزية – نفيه إيتان – معوز حاييم – كفار روبين                  | 🚆             |
| 17       | محطة قطار بيت شان – مركز المدينة – محطة حافلات بيت شان المركزية – عين هنتسيف – سديه إلياهو – طيرة تسفي                  | 🚆             |
| 19       | محطة قطار بيت شان – مركز المدينة – محطة حافلات بيت شان المركزية – شلوحوت – رشافیم                                       | 🚆             |
| 21       | محطة قطار بيت شان – مركز المدينة – محطة حافلات بيت شان المركزية – رحوف – تل تؤوميم – سدي تروموت – رفية                  | 🚆             |
| 27       | محطة قطار بيت شان – تقاطع كيبوتس غيشر – تقاطع منحمياه – تقاطع أشدوت يعقوف – سمخ                                         | 🚆             |
| 29       | محطة قطار بيت شان – مركز المدينة – محطة حافلات بيت شان المركزية – حمدية – بيت يوسف – يردينا – نفيه أور – غيشر – منحمياه |                |
| 151      | العفولة – تقاطع هشيتا – محطة قطار بيت شان – تقاطع أشدوت يعقوف – سمخ – تقاطع كرسي – خسفين – قصرين                        |                |

- ♿ ملائمة لاستخدام ذوي الاحتياجات الخاصة
- 🚆 خط متوافق مع أوقات القطارات

يتم تشغيل جميع الخطوط في المحطة من قبل شركة سوبربوس، باستثناء الخط 151، الذي يديره مجلس الجولان الإقليمي.

## خطوط
ينطلق من المحطة قطار واحد كل ساعة باتجاه حيفا وفي الصباح ينطلق قطاران كل ساعة.